# FAW MV3
FAW MV3 — военный грузовой автомобиль третьего поколения, разработанный и производимый старейшим государственным авто-заводом «Первый автомобильный завод» (FAW). С 2011 года FAW MV3 является стандартизированным военным грузовиком, широко используемым Народно-освободительной армией Китая. Грузовик имеет две конфигурации: 4x4 и, чаще всего, 6x6, обе они отличаются проходимостью по пересечённой местности. Грузовик также поставляется с одноместной или двухместной бронированной кабиной. Это китайский аналог грузовиков M939 армии США и MTVR Корпуса морской пехоты США.
Разработка MV3 была завершена в 2011 году, и в 2011 году он был принят на вооружение. MV3 стал универсальным транспортным/грузовым автомобилем следующего поколения, заменив устаревшие Dongfeng EQ240/EQ2081 и Dongfeng EQ245/EQ2100.

## Варианты
CTM-131
Грузовой автомобиль с колёсной формулой 6х6 и с двухместной кабиной. Грузоподъёмность 5 тонн.
CTM-132
Грузовой автомобиль с колёсной формулой 6х6 и с одноместной кабиной. Грузоподъёмность 5 тонн.
CTM-133
Грузовой автомобиль с колёсной формулой 4x4 и с двухместной кабиной. Грузоподъёмность 3,5 тонны.
CTM-134
Грузовой автомобиль с колёсной формулой 4x4 и с одноместной кабиной. Грузоподъемность 3,5 тонны.
PCL-161
122-мм САУ на базе шасси CTM-133. Китайское государственное военное СМИ уверяет в том, что сумма горизонтальных углов наведения равняется 360 °. Продемонстрировано умение PCL-161 менять высоту подвески для разных осей. Гаубица управляется через встроенный дисплей. Заряжание полуавтоматическое (досылатель без транспортёра). В комплект входит артиллерийская буссоль.. На одной из выставок был показан снаряд GP122, имеющий лазерное наведение. О возможном принятии его на вооружение PCL-161 ничего не известно.
PHL-XX
Модульная реактивная система залпового огня на базе шасси CTM-133.
AFT-10[уточнить]
Две ПТУР HJ-10 и электрооптический датчик на шасси CTM-133.